# Partido Demócrata (Costa Rica)
El nombre Partido Demócrata es el que han utilizado distintas agrupaciones políticas costarricenses a lo largo de la historia. El primero fue un partido político tinoquista fundado tras la caída del régimen de Tinoco para participar en las elecciones de 1919 una vez restaurada la democracia tras dos años de dictadura tinoquista. Postuló al diputado José María Soto Alfaro, hermano del expresidente Bernardo Soto y persona cercana a Tinoco para enfrentar al líder de la oposición antitinoquista Julio Acosta García que, si bien tenía el triunfo asegurado, no deseaba participar como candidato único. El resultado, como esperado, fue un abrumador triunfo de Acosta con 90% de los votos.
Un partido del mismo nombre se forma en 1936 y apoyó la candidatura de León Cortés Castro ese año. Este partido sería considerado como cortesista por su apoyo a León Cortés, aun cuando a mediados de los '40 emergería en su seno un grupo autodenominado Acción Demócrata y liderado por José Figueres Ferrer, Francisco José Orlich Bolmarcich y Alberto Martén Chavarría que calificaron la administración de Cortés como derrochadora e incompetente, además de excesivamente conservadora.
El Partido Demócrata formó una coalición junto al Partido Unión Nacional y apoyó la candidatura de Otilio Ulate en 1948, elecciones repletas de acusaciones de fraude y que fueron desconocidas por el gobierno por lo que estalló la Guerra Civil. José Figueres, comandante del bando revolucionario ganador y exmilitante del Partido, asume como presidente y tras 18 meses entrega el poder a Ulate. 
Finalizada la guerra, durante las primeras elecciones tras la revolución, las de 1953, el entonces oficialista Partido Unión Nacional postuló como candidato al diputado Mario Echandi Jiménez. Sin embargo el Tribunal Electoral anuló la candidatura por problemas de firmas de adhesión. Mientras el recién fundado Partido Liberación Nacional postuló a Figueres y el Partido Demócrata realizó un plebiscito a nivel nacional para escoger su candidato, siendo seleccionado Fernando Castro Cervantes. El PUN se sumó a esa candidatura y apoyó a Castro. Figueres resultó ganador de esos comicios.
La siguiente participación de un partido del mismo nombre se dio en las elecciones de 1974, partido que postuló al regidor municipal Gerardo Wenceslao Villalobos Garita, quien obtuvo 2% de los votos. En 1978 postuló a Rodrigo Cordero Víquez y cosechó 0.2% de los votos. Edwin Retana fue su candidato en las de 1982 obteniendo el mismo respaldo, por lo que este segundo partido del mismo nombre desaparecería en 1984. 
Otro partido con la misma denominación fue fundado en 1997 y participó postulando a Álvaro González Espinoza en las elecciones de 1998 quien obtuvo 0.8% de los votos y este partido se disolvió en 2003.